# Rajd Monte Carlo 2010
Rezultaty Rajdu Monte Carlo (78ème Rallye Automobile de Monte-Carlo), eliminacji Intercontinental Rally Challenge w 2010 roku, który odbył się w dniach 20 stycznia - 22 stycznia. Była to pierwsza runda IRC w tamtym roku oraz pierwsza asfaltowa. Bazą rajdu było miasto Monte Carlo. Zwycięzcami rajdu została fińska załoga Mikko Hirvonen i Jarmo Lehtinen jadąca Fordem Fiestą S2000. Wyprzedzili oni rodaków Juho Hänninena i Mikko Markkulę w Škodzie Fabii S2000 oraz Francuzów Nicolasa Vouilloza i Benjamina Veillasa w Peugeocie 207 S2000.
Z rajdu odpadło łącznie 36 zawodników. Brytyjczyk Kris Meeke (Peugeot 207 S2000) miał wypadek na 5. oesie. Francuz Sébastien Ogier (Peugeot 207 S2000) doznał awarii alternatora na 14. oesie. Z kolei Fin Toni Gardemeister (Fiat Abarth Grande Punto S2000) wycofał się z rajdu na 11. oesie. Francuz Bryan Bouffier (Subaru Impreza STi) miał wypadek na 8. oesie, Austriak Franz Wittmann Jr. (Peugeot 207 S2000) - na 13. oesie, a Francuz Olivier Marty (Fiat Abarth Grande Punto S2000) - na 12. oesie. Rajdu nie ukończyli też tacy kierowcy jak: Francuzi Julien Maurin (Ford Fiesta S2000, awaria silnika na 2. oesie), Renaud Poutot (Fiat Abarth Grande Punto S2000, wypadek na 2. oesie), Włoch Luca Betti (Peugeot 207 S2000, odpadł na 4. oesie) i Polak Robert Kubica (Renault Clio R3, awaria silnika na 1. oesie).

## Klasyfikacja ostateczna
| Miejsce                   | Zawodnik                  | Pilot                     | Samochód                  | Czas                      | Strata                    | Punkty                    |
| IRC (pierwsza dziesiątka) | IRC (pierwsza dziesiątka) | IRC (pierwsza dziesiątka) | IRC (pierwsza dziesiątka) | IRC (pierwsza dziesiątka) | IRC (pierwsza dziesiątka) | IRC (pierwsza dziesiątka) |
| ------------------------- | ------------------------- | ------------------------- | ------------------------- | ------------------------- | ------------------------- | ------------------------- |
| 1.                        | Mikko Hirvonen            | Jarmo Lehtinen            | Ford Fiesta S2000         | 4:32:58.5                 |                           | 10                        |
| 2.                        | Juho Hänninen             | Mikko Markkula            | Škoda Fabia S2000         | 4:34:49.9                 | +1:51.4                   | 8                         |
| 3.                        | Nicolas Vouilloz          | Benjamin Veillas          | Škoda Fabia S2000         | 4:36:17.6                 | +3:19.1                   | 6                         |
| 4.                        | Stéphane Sarrazin         | Jacques-Julien Renucci    | Peugeot 207 S2000         | 4:40:24.0                 | +7:25.5                   | 5                         |
| 5.                        | Jan Kopecký               | Petr Starý                | Škoda Fabia S2000         | 4:41:47.2                 | +8:48.7                   | 4                         |
| 6.                        | Guy Wilks                 | Phil Pugh                 | Škoda Fabia S2000         | 4:42:23.0                 | +9:24.5                   | 3                         |
| 7.                        | Bruno Magalhães           | Carlos Magalhães          | Peugeot 207 S2000         | 4:42:43.9                 | +9:45.4                   | 2                         |
| 8.                        | Jean-Sébastien Vigion     | Stéphane Prevot           | Peugeot 207 S2000         | 4:46:32.0                 | +13:33.5                  | 1                         |
| 9.                        | Jaroslav Orsák            | Karel Vajík               | Škoda Fabia S2000         | 4:54:15.1                 | +21:16.6                  |                           |
| 10.                       | Andrej Jereb              | Miran Kacin               | Peugeot 207 S2000         | 4:58:24.6                 | +25:26.1                  |                           |

## Zwycięzcy odcinków specjalnych
| Dzień      | Odcinek | G. rozp. | Nazwa                                                           | Długość  | Zwycięzca         | Czas    | Lider rajdu    |
| ---------- | ------- | -------- | --------------------------------------------------------------- | -------- | ----------------- | ------- | -------------- |
| 1 (20 STY) | SS1     | 11:51    | Burzet – Lachamp-Raphaël                                        | 27.27 km | Mikko Hirvonen    | 16:01.4 | Mikko Hirvonen |
| 1 (20 STY) | SS2     | 12:59    | St-Pierreville – Antraigues                                     | 45.17 km | Sébastien Ogier   | 30:54.2 | Mikko Hirvonen |
| 1 (20 STY) | SS3     | 15:02    | Burzet – Lachamp-Raphaël                                        | 27.27 km | Mikko Hirvonen    | 15:49.7 | Mikko Hirvonen |
| 1 (20 STY) | SS4     | 16:10    | St-Pierreville – Antraigues                                     | 45.17 km | Sébastien Ogier   | 30:45.9 | Mikko Hirvonen |
| 2 (21 STY) | SS5     | 10:13    | Labatie d'Andaure – St-Pierre sur Doux                          | 25.30 km | Nicolas Vouilloz  | 17:38.5 | Mikko Hirvonen |
| 2 (21 STY) | SS6     | 10:55    | St-Bonnet-le-Froid – St-Julien-Molhesabate – St-Bonnet-le-Froid | 25.67 km | Sébastien Ogier   | 17:19.7 | Mikko Hirvonen |
| 2 (21 STY) | SS7     | 12:20    | Lamastre – Gilhoc – Alboussière                                 | 21.92 km | Mikko Hirvonen    | 14:43.0 | Mikko Hirvonen |
| 2 (21 STY) | SS8     | 15:28    | Labatie d'Andaure – St-Pierre sur Doux                          | 25.30 km | Juho Hänninen     | 16:36.8 | Mikko Hirvonen |
| 2 (21 STY) | SS9     | 16:10    | St-Bonnet-le-Froid – St-Julien-Molhesabate – St-Bonnet-le-Froid | 25.67 km | Sébastien Ogier   | 15:51.1 | Mikko Hirvonen |
| 2 (21 STY) | SS10    | 18:05    | Lamastre – Gilhoc – Alboussière                                 | 21.92 km | Sébastien Ogier   | 15:03.0 | Mikko Hirvonen |
| 3 (22 STY) | SS11    | 09:23    | Montauban sur l'Ouvèze – Eygalayes                              | 30.42 km | Sébastien Ogier   | 23:18.5 | Mikko Hirvonen |
| 3 (22 STY) | SS12    | 19:15    | Peïra-Cava – La Bollène-Vésubie                                 | 18.42 km | Sébastien Ogier   | 13:23.4 | Mikko Hirvonen |
| 3 (22 STY) | SS13    | 19:48    | Lantosque – Lucéram                                             | 19.13 km | Stéphane Sarrazin | 14:12.9 | Mikko Hirvonen |
| 3 (22 STY) | SS14    | 23:20    | Peïra-Cava – La Bollène-Vésubie                                 | 18.42 km | Juho Hänninen     | 13:52.3 | Mikko Hirvonen |
| 3 (22 STY) | SS15    | 23:53    | Lantosque – Lucéram                                             | 19.13 km | Stéphane Sarrazin | 14:40.2 | Mikko Hirvonen |